# Lutjanus boutton
Lutjanus boutton es una especie de peces de la familia Lutjanidae en el orden de los Perciformes.

## Morfología
• Los machos pueden llegar alcanzar los 35 cm de longitud total.

## Alimentación
Come peces, gambas, cangrejos y otros crustáceos, cefalópodos y plancton.

## Hábitat
Es un pez de mar de clima tropical y asociado a los  arrecifes de coral que vive entre 15-50 m de profundidad.

## Distribución geográfica
Se encuentra desde Sumatra hasta Samoa y el sur del Japón.